# Leilani Bishop
Pour les articles homonymes, voir Bishop.
 (mars 2024).
Si vous disposez d'ouvrages ou d'articles de référence ou si vous connaissez des sites web de qualité traitant du thème abordé ici, merci de compléter l'article en donnant les références utiles à sa vérifiabilité et en les liant à la section « Notes et références ».
 (mars 2024).
La mise en forme du texte ne suit pas les recommandations de Wikipédia : il faut le « wikifier ».
Les points d'amélioration suivants sont les cas les plus fréquents. Le détail des points à revoir est peut-être précisé sur la page de discussion.
- Les titres sont pré-formatés par le logiciel. Ils ne sont ni en capitales, ni en gras.
- Le texte ne doit pas être écrit en capitales (les noms de famille non plus), ni en gras, ni en italique, ni en « petit »…
- Le gras n'est utilisé que pour surligner le titre de l'article dans l'introduction, une seule fois.
- L'italique est rarement utilisé : mots en langue étrangère, titres d'œuvres, noms de bateaux, etc.
- Les citations ne sont pas en italique mais en corps de texte normal. Elles sont entourées par des guillemets français : « et ».
- Les listes à puces sont à éviter, des paragraphes rédigés étant largement préférés. Les tableaux sont à réserver à la présentation de données structurées (résultats, etc.).
- Les appels de note de bas de page (petits chiffres en exposant, introduits par l'outil «  Source ») sont à placer entre la fin de phrase et le point final[comme ça].
- Les liens internes (vers d'autres articles de Wikipédia) sont à choisir avec parcimonie. Créez des liens vers des articles approfondissant le sujet. Les termes génériques sans rapport avec le sujet sont à éviter, ainsi que les répétitions de liens vers un même terme.
- Les liens externes sont à placer uniquement dans une section « Liens externes », à la fin de l'article. Ces liens sont à choisir avec parcimonie suivant les règles définies. Si un lien sert de source à l'article, son insertion dans le texte est à faire par les notes de bas de page.
- La présentation des références doit suivre les conventions bibliographiques. Il est recommandé d'utiliser les modèles {{Ouvrage}}, {{Chapitre}}, {{Article}}, {{Lien web}} et/ou {{Bibliographie}}. Le mode d'édition visuel peut mettre en forme automatiquement les références.
- Insérer une infobox (cadre d'informations à droite) n'est pas obligatoire pour parachever la mise en page.

Pour une aide détaillée, merci de consulter Aide:Wikification.
Si vous pensez que ces points ont été résolus, vous pouvez retirer ce bandeau et améliorer la mise en forme d'un autre article.
Leilani Bishop, née le 11 septembre 1976 à Hawaï, est une mannequin et actrice américaine.

## Biographie
Découverte sur une plage de Hawaï à 15 ans, elle apparaît sur la couverture de l'album Live Through This (1994) du groupe Hole. Elle joue dans le film Dans les griffes de la mode (The Intern) en 2000, dans le rôle de Resin, un mannequin très narcissique. Elle apparaît ensuite dans la vidéo musicale Deep inside of you de Third Eye Blind.
Elle a épousé Jack Luber en septembre 1998, et ils ont un fils né en 2003. Elle vit avec son époux à Hawaï. Ils s'étaient rencontrés lors d'une prestation de Leilani à New York, ville dont Jack est originaire, et où il décorait les intérieurs de bars et de restaurants.

## Publicités
Avon, parfum Azzaro pour homme, Bloomingdales, Bongo, Caroll, Esprit International, Finesse, Loise Féraud Contraire, Mac & Jac, Nordstrom, Paco Rabanne, Redken, Sportmax, Spiegel, Tommy Hilfiger, parfum Tommy Hilfiger 'Tommy Girl'

## Défilés
- Prêt-à-porter : printemps-été 1997 : Angela Missoni, Barbara Bui, Byblos, Chloé, Costume National, Paco Rabanne
- Prêt-à-porter : automne-hiver 1997 : Gieffeffe
- Victoria's Secret - 1999
- Prêt-à-porter : automne-hiver 2002 : Balenciaga

## Couvertures
- Allure (édition américaine - mars 1993)
- Seventeen (septembre 1993)
- Self (août 1997)
- Lucky (décembre 2000)
- Glamour (édition allemande - septembre 2001)